# El Pedregal, Huiramba
El Pedregal är en ort i Mexiko.   Den ligger i kommunen Huiramba och delstaten Michoacán de Ocampo, i den södra delen av landet, 240 km väster om huvudstaden Mexico City. El Pedregal ligger 2 208 meter över havet och antalet invånare är 1 172.
Terrängen runt El Pedregal är huvudsakligen kuperad, men norrut är den platt. Runt El Pedregal är det ganska tätbefolkat, med 52 invånare per kvadratkilometer. Närmaste större samhälle är Pátzcuaro, 16,7 km väster om El Pedregal. I omgivningarna runt El Pedregal växer huvudsakligen savannskog.